# تشانتشانا
تشانتشانا (بالإيطالية: Cianciana)‏ هي بلدية في مقاطعة أغريجنتو في صقلية الإيطالية.

## السكان
في سنة 1861 بلغ عدد السكان 4٬604 نسمة، وتطور العدد ليصل في سنة 2011 لـ 3٬517 نسمة.
يظهر هذا المخطط البياني تطور النمو السكاني لـ تشانتشانا